# Mariana de Luna
Mariana de Luna (Coimbra — ?) foi uma poetisa portuguesa do século XVII.

## Biografia
Mariana de Luna era filha do Dr. Pedro Barbosa de Luna, famoso jurisconsulto e Lente da Universidade de Coimbra, e de sua mulher D. Antónia de Melo e Vasconcelos ou de Vasconcelos e Brito, Senhora do Morgado de Serzedelo, de Alvarenga e do Morgado da Fonte Boa, e irmã do célebre Miguel de Vasconcelos e Brito e de D. Frei Pedro Barbosa de Eça.
Foi a segunda mulher de Diogo Soares, Ministro do Governo Espanhol, e, por isso, viveu em Madrid durante grande parte do Domínio Filipino em Portugal.
Embora casada com um Ministro Espanhol, escreveu, em 1641, um livro de versos em Espanhol e em Português, intitulado Ramalhete de flores à felicidade deste Reino de Portugal, em sua milagrosa restauração por sua majestade D. Juan IV do nome e XVIII em número dos verdadeiros reis portugueses. Este foi editado, em 1642, por Domingos Lopes Rosa, em Lisboa.
Era fluente em português e castelhano.